# Yttre Lastatjärnen
Yttre Lastatjärnen är en sjö i Härjedalens kommun i Hälsingland och ingår i Ljusnans huvudavrinningsområde.